# ボギー手登根
ボギー 手登根（ボギー てどこん、1963年〈昭和38年〉8月22日 - ）は、 沖縄県浦添市出身の政治活動家。沖縄国際大学卒。実家は浦城タクシー経営。FM21「わんぬうむい」メインパーソナリティー、元日本のこころを大切にする党第四支部長、チャンネル桜沖縄支局キャスター。本名は手登根 安則（てどこん やすのり）。

## 活動
2007年12月、手登根と飼い犬ボギーの交通安全啓発活動が『犬のおまわりさんボギー: ボクは、日本初の“警察広報犬”』という書籍となる。
2009年、2月8日投開票の浦添市会議員選挙に立候補したが落選。
2012年、手登根が県立那覇西高校のPTA会長をしていた際、同校で取り組んでいた「0校時」(勤務外の課外講座) の報酬が高すぎると批判、内外から波紋を呼んだ。
2016年、7月10日投開票の参院選全国比例代表に日本のこころを大切にする党の公認で出馬したが落選。